# Chiesa di San Giacomo dei Militari
La chiesa di San Giacomo dei Militari è un edificio di culto cattolico situato nel centro storico di Palermo e appartenente all'insieme monumentale del quartiere militare di San Giacomo degli Spagnoli.
La Galka o Alga o Yalica, ossia il «recinto», comprendeva il Palazzo Reale con la Cappella di San Pietro, il Palazzo della Curia e il quartiere militare. Edifici delimitati da un tracciato di mura - corrispondente per molti tratti al primitivo tracciato delle mura puniche - e da alte torri, che circondava recintandoli alla stregua di una cittadella fortificata, l'insieme dei palazzi in cui erano insediati e concentrati i tre poteri: sovrano, ecclesiastico e militare ovvero il temporale, spirituale e difensivo.

## Storia

### Epoca aragonese
La chiesa di San Giacomo dei Militari altrimenti nota come San Giacomo la Mazzara (corruzione dell'arabo Machassar) risale al 1482 ed è ubicata all'interno del quartiere di San Giacomo dei Militari. La sua costruzione fu promossa dal Senato Palermitano e intitolata alla Vergine Maria e a San Sebastiano, quest'ultimo invocato per la liberazione dalla peste durante l'epidemia del 1482.
Iscrizioni sulle travi lignee del tetto recavano la dedica, il titolo, la datazione, le armi della regnante Casa d'Aragona e del Senato Palermitano.
Nel 1505 presso le sue strutture s'insediò la Confraternita degli Scarpari che introdusse il culto di San Crispino e San Crispiniano in una cappella espressamente dedicata ai Santi protettori della categoria, manufatto completato in seguito nel 1546.

### Epoca spagnola
La Nazione Spagnola, non avendo un proprio ospedale in città per curare i soldati infermi, inoltrò ai canonici della chiesa di San Giorgio in Alga l'istanza di poter alloggiare nei possedimenti della chiesa di San Giacomo La Mazzara dietro il pagamento di un canone annuo. L'istituzione ospedaliera fu approvata nel 1560 ricevendo l'assenso di Papa Pio IV.
Nel 1622 il viceré di Sicilia Emanuele Filiberto di Savoia edificò il quartiere e il nuovo Ospedale di San Giacomo. L'area comprendeva oltre gli edifici militari, tre luoghi di culto: la chiesa di Santa Maria Maddalena d'epoca normanna, la chiesa di San Giacomo dei Militari del 1482, la chiesa di San Paolo d'Alga al Piano di San Paolo del 1312.
Nel 1623 il luogo di culto abbandonato e le pertinenze entrarono nella disponibilità dell'Ospedale Grande e Nuovo. Le strutture assolsero le funzioni di ospedale per le truppe di stanza nel quartiere fortificato. Il tempio fu rinominato dedicandolo all'apostolo Giacomo il Maggiore, protettore della nazione iberica.
L'aggregato preposto alla difesa del Palazzo dei Normanni e degli edifici compresi nella paleopolis, nel 1650 fu ulteriormente recintato dal viceré di Sicilia Giovanni d'Austria. Due varchi consentivano l'accesso alla piazza d'armi: uno posto sul Cassaro di fronte ai baluardi della reggia, l'altro volto ad oriente.
Assieme alla chiesa di Santa Maria La Mazzara fu ridotta ad uso profano e nel 1663 il manufatto fu inglobato nella costruzione di un piccolo palazzo.

### Epoca contemporanea
All'inizio del XIX secolo furono introdotte notevoli modifiche alla costruzione poste in opera da Salvatore Maria Marvuglia, fratello del più celebre Venanzio Marvuglia. Gli interventi comportarono il rialzo del livello di pavimentazione e la realizzazione di una volta d'incannucciato tesa a celare il tetto ligneo.
Dal 1874 non furono esercitate funzioni di culto e gli ambienti ospitarono laboratori e officine per le attività delle caserme.
Nel 1970 fu effettuato un primo ciclo di restauri per togliere gli orpelli e le aggiunte praticate dal Marvuglia, lavori seguiti da ulteriori campagne di recupero compiute nel 2003 e 2008.

## Architettura

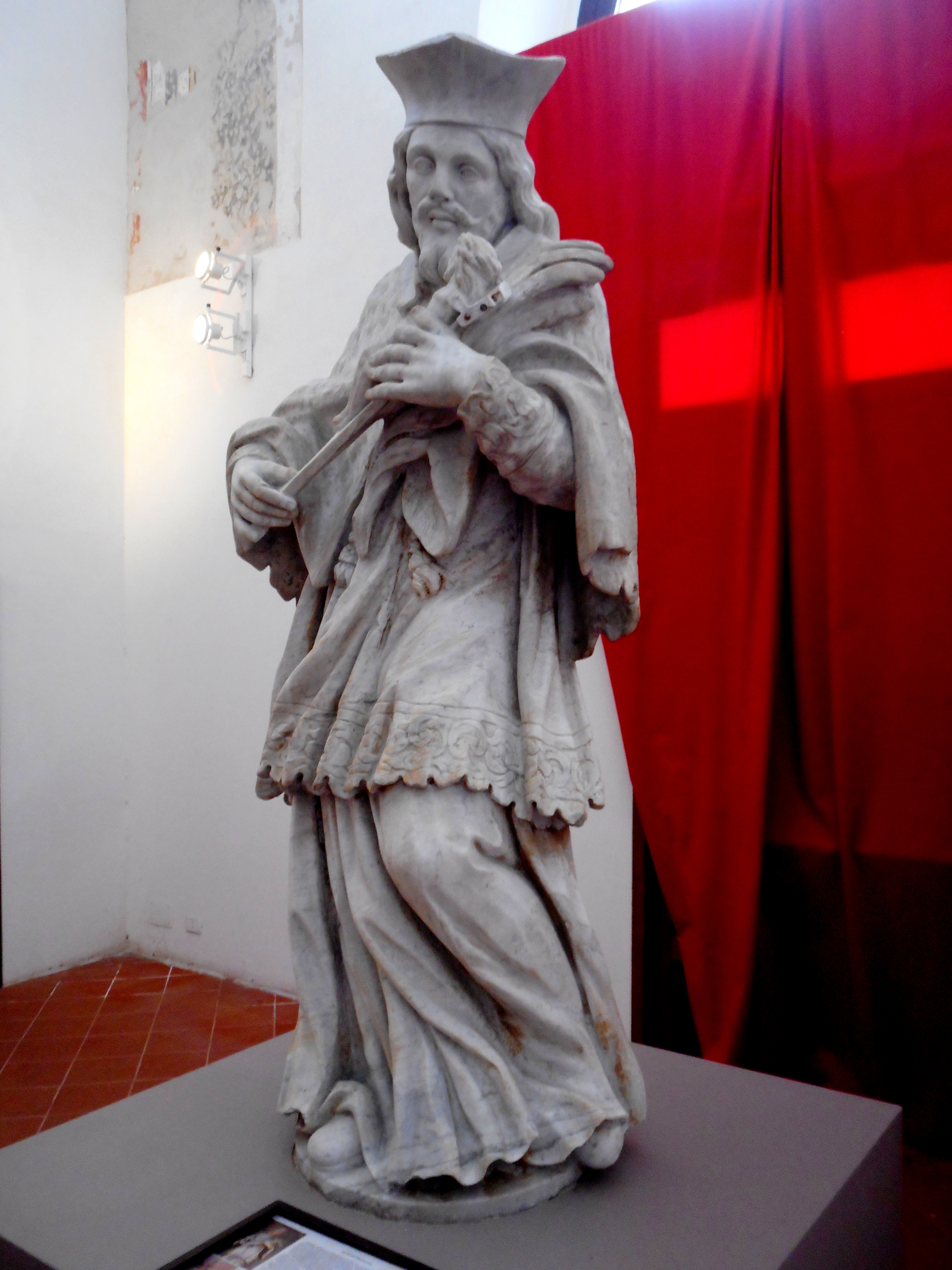
San Giovanni Nepomuceno

Prospetto con portale ad arco ogivale in conci di tufo sormontato da oculo e chiusura superiore mistilinea. L'interno presenta un impianto a tre navate, divise da colonne, con copertura in legno e travi decorate a vista.
- Absidiola epistola: Cappella di San Giovanni Nepomuceno.[8] Manufatto patrocinato dai fedeli di nazionalità tedesca nel 1727 con statua marmorea. I restauri condotti nel 1970c. hanno riportato alla luce le pitture murali raffiguranti temi della vita di San Giovanni Nepomuceno che fanno identificare tale ambiente nell'antica cappella risalente al 1727, secondo quanto descritto nella Guida di Gaspare Palermo. La primitiva statua marmorea raffigurante San Giovanni Nepomuceno fu destinata nel 1877 alla chiesa del Santo Sepolcro di Bagheria. Attualmente è esposta una statua similare realizzata nel 1722 da Tommaso Maria Napoli, documentata ad abbellire la piazza di Castello a Mare,[9] dopo gli eventi del 1860 custodita nella chiesa di Santa Maria degli Angeli detta la «Gancia».
- Absidiola vangelo: Cappella della Madonna del Rosario. Altare con quadro raffigurante la Madonna de Rosario, opera di Filippo Paladini.[8]
- 1580 - 1581, Madonna del Rosario ritratta fra santi, dipinto su tavola, opera di Simone de Wobreck oggi custodita nella Sala Torre (esposizione provvisoria) del Museo diocesano di Palermo.

Gli ambienti attualmente adibiti a spazi espositivi ospitano altre opere diverse da quelle documentate.
- XVII secolo, Santi Cosma e Damiano, dipinto, opera di ignoto appartenente a scuola caravaggesca, già al museo diocesano.[2]
- ?, Santi Eremiti.

## Curiosità
Un altro tempio dedicato a San Giorgio Martire è documentato fuori la Porta San Giorgio. Il tempio nel XVI secolo fu trasferito dentro le mura della città nell'attuale sito vicino alla Cala, altrimenti noto come chiesa di San Giorgio dei Genovesi, luogo di culto edificato dalla comunità di mercanti e banchieri appartenente alla Nazione Genovese.

## Confraternita dei Calzolai
Nel 1620 su licenza del cardinale Giannettino Doria il sodalizio si trasferì nella chiesa di San Leonardo de' Indulciis attigua alla chiesa di San Michele Arcangelo de' Indulciis, alla quale mutarono il titolo divenendo nota come chiesa dei Santi Crispino e Crispiniano degli Andalusi, già censita nel 1149 durante il regno di Ruggero II di Sicilia.

## Confraternita di San Giacomo La Mazzara
Nel 1652 la Confraternita di San Giacomo La Mazzara fu trasferita nella chiesa di San Giovanni a Porta Carini, luogo di culto oggi scomparso.

## Ospedale di San Giacomo
L'Ospedale fu istituito nel 1560 con l'assenso di Papa Pio IV, il viceré di Sicilia Diego Enriquez De Guzman, conte de Albadelista, lo fece trasferire in quella parte del quartiere prospiciente il piano del Palazzo Regio, iniziando così la grande fabbrica del nuovo edificio a partire dal 1586.
Interrotta l'edificazione fu ripresa, successivamente, nel 1622 dal viceré di Sicilia Francìsco Ruiz de Castro Andrade y Portugal, conte di Castro, VIII conte di Lemos e duca di Taurisano che portò a buon compimento l'ospedale, tanto da esserne acclamato come il fondatore, più che il continuatore.
Nel 1623 la nuova struttura entrò nella disponibilità dell'Ospedale Grande e Nuovo e rimase attivo fino al 1824 quando i reparti furono trasferiti nelle strutture della Casa dei Gesuiti di San Francesco Saverio all'Albergheria.

## Chiesa di San Giorgio in Alga
Nel 1650 durante la fortificazione del complesso militare i canonici regolari di San Giorgio in Alga migrarono nella chiesa di Santa Maria Maggiore.

## Chiesa di Santa Maria la Mazzara
Rovine costituite da colonne e archi a sesto acuto.
Nel tempio è documentato il dipinto raffigurante la Madonna della Consolazione di derivazione greca. Opera donata dal Gran Conte Ruggero. Luogo di culto fondato nel 1071, affidato nel 1433 ai Canonici di San Giorgio in Alga, religiosi poi transitati nella chiesa di Santa Maria Maggiore che acquistò il dipinto.